# Sokół śniady
Sokół śniady (Falco concolor) – gatunek średniej wielkości ptaka drapieżnego z rodziny sokołowatych (Falconidae). Gnieździ się na obszarach leżących od północno-wschodniej Afryki po południowe regiony Zatoki Perskiej i południowo-zachodni Pakistan; zimuje w południowo-wschodniej Afryce i na Madagaskarze. Narażony na wyginięcie.

## Systematyka
Należy do grupy sokołów o wąskich i długich skrzydłach, kobuzów, a czasem zalicza się go, wraz z innymi spokrewnionymi sokołami, do grupy Hypotriorchis. Niektórzy ornitolodzy za najbliższego krewnego tego ptaka uważają sokoła skalnego; jednak choć należy on do tej samej linii ewolucyjnej, to nie wygląda na bliski, siostrzany gatunek dla sokoła śniadego.
Nie wyróżnia się podgatunków.

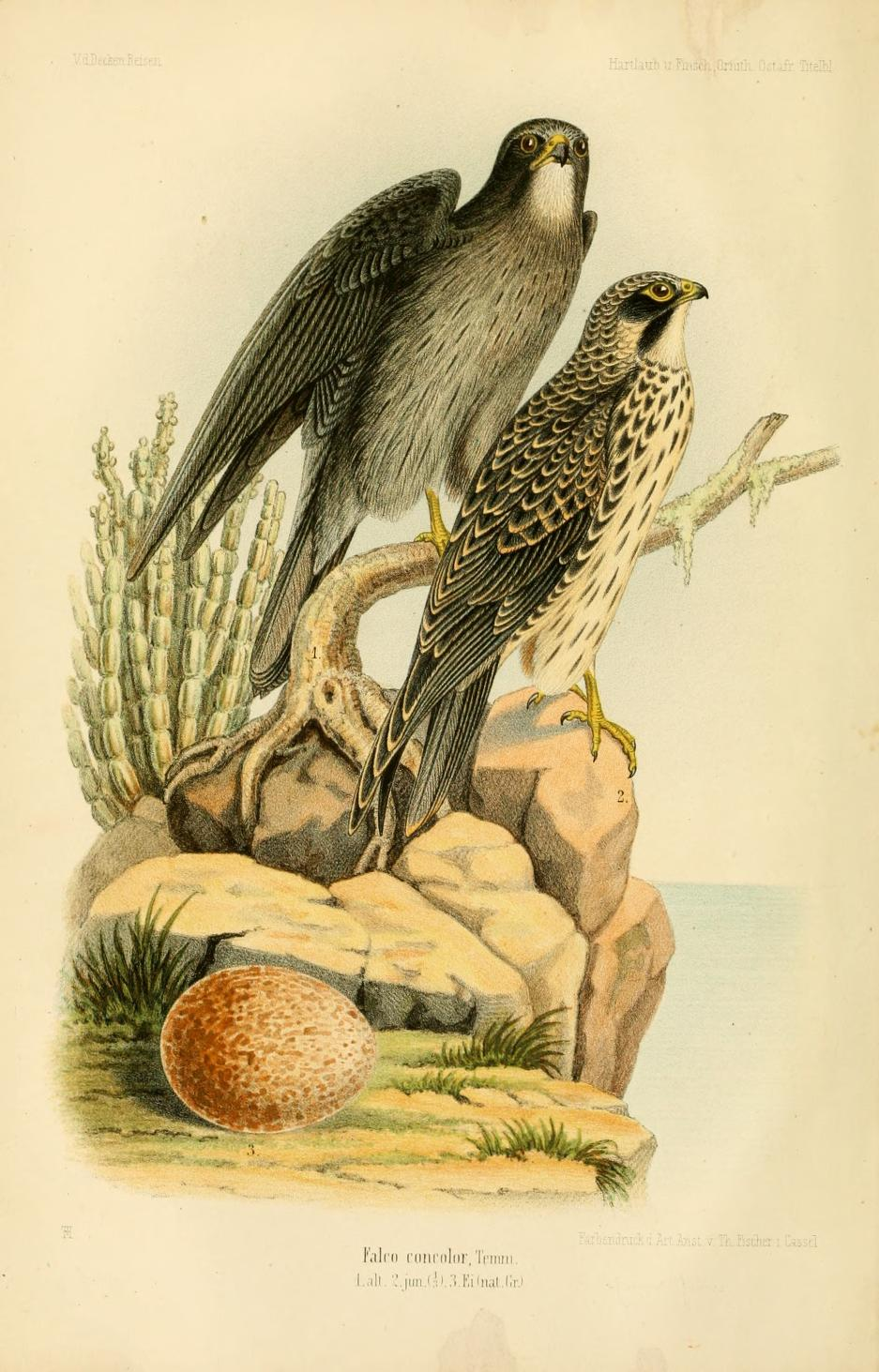
Sokoły śniade na XIX-wiecznej rycinie

## Charakterystyka
Ma 32–37 cm długości i 78–90 cm rozpiętości skrzydeł. Kształtem ciała, długimi i ostro zakończonymi skrzydłami, długim ogonem i wysmukłą sylwetką przypomina dużego kobuza lub małego sokoła skalnego. Dorosłe ptaki mają niebiesko-siwą barwę i pozbawione są czarnych pokryw podskrzydłowych, jak ma to miejsce u sokoła skalnego.
Młody sokół śniady wygląda jak duży osobnik młodociany kobuza lub mały młodociany sokół skalny. Ciemna smuga ciągnąca się na krawędzi skrzydeł i ogona odróżnia ten gatunek od innych podobnych sokołów. Brakuje mu też kontrastowego, ciemnego ubarwienia pokryw podskrzydłowych, jakie mają większe sokoły.

## Zasięg występowania i biotop
Sokół śniady gnieździ się i żeruje na wyspach i przybrzeżnych lub pustynnych klifach od wschodniej Libii na wschód przez Egipt, Izrael, Jordanię, wybrzeża Morza Czerwonego i Zatoki Perskiej po południowo-zachodni Pakistan. Migruje na dalekie odległości na zimowiska ulokowane na Madagaskarze i w południowo-wschodniej Afryce (Mozambik i wschodnia RPA). Nieliczne osobniki w południowej części zasięgu lęgowego nie migrują. Na zimowiskach preferuje siedliska tropikalne lub subtropikalne w pobliżu wody. Często widywany na skraju lasu i nad koronami drzew.

## Pożywienie
Sokół śniady żywi się głównie małymi ptakami (zwłaszcza w okresie lęgowym), np. pokrzewkami, na początku migracji wiosną – żołnami i wilgami, i innymi ptakami śpiewającymi, ale chwyta też większe owady, jak ważki różnoskrzydłe, nietoperze, a nawet jaszczurki i drobne ssaki. Dieta uzależniona jest od lokalnych zasobów w pokarm i od pory roku. Ofiary łapie szponami, po czym w locie przenosi je do haczykowatego dzioba, by je zjeść.

## Okres lęgowy
Okres lęgowy jest zsynchronizowany z głównym okresem przelotów lokalnych ptaków śpiewających. Trwa od połowy lipca do połowy sierpnia. Gnieździ się na półkach skalnych, przy jaskiniach, na płaskich terenach, wyspach koralowych na Morzu Czerwonym lub skalistych zboczach. Gniazdo znajduje się często w krzakach w nieco zacienionym miejscu. Sokoły śniade mogą zajmować konstrukcje lęgowe innych ptaków, np. kruków pustynnych  Samica znosi do 4 jaj, które mierzą średnio 40 x 31 mm i ważą 22 gramów. Wysiadywanie zajmuje około 28 dni. Rolą samca jest w tym czasie dostarczanie przyszłej matce pożywienia. Nie poznano dobrze zachowania godowego. Widywane loty godowe w trakcie migracji wskazują, że łączenie w pary może mieć miejsce przed przylotem na obszary lęgowe. Może tworzyć dość gęste kolonie lęgowe, gdzie co parę metrów znajduje się gniazdo, ale pary mogą też gnieździć się w odległości nawet kilku kilometrów od siebie.
Sokoły śniade osiągają dojrzałość płciową pod koniec pierwszego roku życia. Niektóre samice, które z sukcesem wychowały młode w pierwszym lęgu przystępują do kolejnego jesienią. Nadmiary żywności mogą gromadzić w odpowiednich do tego miejscach na później. Pisklęta opuszczają gniazdo po 32–38 dniach. Po kolejnych trzech tygodniach młode stają się niezależne. Dane z obrączkowania wskazują, że ptaki są wierne swoim miejscom gniazdowania i wracają w te same okolice co roku.

## Status i zagrożenia
Międzynarodowa Unia Ochrony Przyrody (IUCN) od 1988 roku uznawała sokoła śniadego za gatunek najmniejszej troski (LC – least concern). Według szacunków liczebność populacji zawierała się w przedziale 2000 – 80 000 dorosłych osobników. Nowe badania wykazały jednak, że sokoły śniade są rzadszymi ptakami, niż wcześniej sądzono. W konsekwencji w 2008 roku IUCN zmieniła status gatunku na „bliski zagrożenia” (NT – near threatened), a w 2017 roku na „narażony” (VU – vulnerable). W 2014 roku liczebność populacji szacowano na 2800–4000 dorosłych osobników. Trend liczebności populacji uznaje się za spadkowy.
Większość stanowisk lęgowych sokołów śniadych znajduje na obszarach trudno dostępnych lub chronionych, więc przypuszczalnie spadki liczebności populacji wiążą się z obszarami zimowisk i przelotów. Pewien wpływ na niektórych obszarach lęgowych (np. na wyspach Hawar w Bahrajnie) może mieć niepokojenie przez ludzi. Sugerowano, że negatywny wpływ może mieć też stosowanie na coraz większą skalę pestycydów, ale przeprowadzone badania jaj wykazały bardzo niską zawartość tych substancji. Śledzenie ptaków wyposażonych w Omanie w nadajniki radiowe wykazało, że zaledwie 12% podlotów dożyło do średniego wieku pierwszego rozrodu, a większość przypadków śmierci miała miejsce w trakcie pierwszego przelotu na zimowiska lub wkrótce po dotarciu do celu. Wysoka śmiertelność osobników młodocianych może być więc jednym z głównych czynników spadku liczebności populacji.